# Santa Croce di Aidussina
Santa Croce di Aidussina, già Santa Croce (in sloveno Vipavski Križ; in epoca asburgica in tedesco Heiligenkreuz; in friulano Sante Crôs di Aidussine) è una località slovena del comune di Aidussina. È capoluogo di una delle 28 comunità locali in cui si suddivide il comune.
Villaggio medievale, cinto da mura, posto lungo la valle del fiume Vipacco, viene chiamato per queste sue caratteristiche la Carcassonne slovena.

## Origini del nome
Il toponimo sloveno Vipavski Križ significa letteralmente Croce del Vipacco. Il toponimo era originariamente Sveti Križ, letteralmente “Santa Croce” (Sveti Križ), ma venne modificato nel 1948 dai comunisti jugoslavi in nome del laicismo. A differenza di altri toponimi contenenti nomi di santi ripristinati dopo l'indipendenza della Slovenia, non è stato ripreso, come stabilito in un referendum.

## Storia
Dopo la caduta dell'Impero romano d'Occidente, e la parentesi del Regno ostrogoto, a seguito della Guerra gotica promossa dall'imperatore Giustiniano I il suo territorio entrò a far parte dei domini bizantini.

Dopo la calata, nel 568, attraverso la Valle del Vipacco nell'Italia settentrionale dei Longobardi, seguiti poi da popolazioni slave, rimase nel domini bizantini ma a breve distanza dal confine coi domini longobardi (esso era fissato su una linea che da Sistiana passava per la vicina Sella di Bivio).
In seguito alla caduta del regno longobardo e alla sua inclusione (assieme all'Istria bizantina) nei domini Franchi, da parte di Carlo Magno, nel 781 entrò nel Regnum Italiae affidato da Carlo al figlio Pipino; nell'803 venne istituita la Marchia Austriae et Italiae che comprendeva il Friuli, la Carinzia, la Carniola e l'Istria. Alla morte di Pipino nell'810, il territorio passò in mano al figlio Bernardo.
Con la morte di Carlo Magno nell'814, la carica imperiale passò a Ludovico I che affidò il Regno d'Italia al suo primogenito Lotario, il quale già nell'828 (dopo aver deposto Baldrico, ultimo duca del Friuli, per non aver saputo difendere le frontiere orientali dagli Slavi) divise la parte orientale del Regno, ossia la Marca Orientale, in quattro contee: Verona, Friuli, Carniola e Istria (comprendente il Carso e parte della Carniola interna).
In seguito al Trattato di Verdun, nell'843, il suo territorio entrò a far parte della Lotaringia in mano a Lotario I e più specificatamente dall'846 della Marca del Friuli divenuta nel 951 Marca di Verona e Friuli.
Nel 952 l'imperatore Ottone I obbligò il re d'Italia Berengario II a rinunciare alle contee “Friuli et Istria”, unendole al Impero romano-germanico e subordinandole al Ducato di Baviera tenuto dal suo fratellastro Enrico I a cui successe il figlio Enrico II. Nel 976 passò al Ducato di Carinzia appena costituito dall'imperatore Ottone II.
Dal 1027 il suo territorio fece parte del Patriarcato di Aquileia, che da quell'anno venne proclamato da Corrado II, nella dieta di Verona, “feudo immediato dell'impero” , venendo così tolto dalla dipendenza dei duchi di Carinzia; nel 1077 il Patriarcato venne innalzato (e costituito dall'imperatore Enrico IV) a Principato ecclesiastico di Aquileia, che ebbe influenza, mediante apposito diploma emesso lo stesso anno dall'imperatore, anche sulla marca di Carniola e sulla contea dell'Istria.
Venne citata per la prima volta nel 1252 come Villa Crucis e donata da Bernardo di Sponheim, Duca di Carinzia, all'abbazia di Rosazzo.

Verso la fine del secolo XV i vescovi di Gorizia vi fecero costruire un castello rinascimentale con quattro torri ed erigere le mura di difesa a causa del pericolo di incursioni turche e veneziane.
Nel 1500 passando alla Casa d'Asburgo, rimase nella Contea di Gorizia e dal 1512 entrò della Provincia Austriaca del Sacro Romano Impero.
Nel 1637, con l'aiuto della famiglia Attems, proprietaria del castello (dal 1605 sino ad oggi), fu costruito il monastero dei Cappuccini.
Dal 1754 entrò nella Contea di Gorizia e Gradisca.
Con il trattato di Schönbrunn (1809) entrò a far parte delle Province Illiriche.
Col Congresso di Vienna nel 1815 rientrò in mano austriaca come comune catastale autonomo della ricostituita Contea di Gorizia e Gradisca (a sua volta inclusa dapprima nel Regno d'Illiria e poi dal 1849 nel Litorale austriaco). Il comune includeva anche i villaggi di Plača (in tedesco Platscha), Mala Sabla (Male Žablje, in tedesco Kleine Sablie) e Cesta. La località era nota con il toponimo italiano di Santa Croce, quello sloveno di Sveti Križ e quello tedesco di Heiligenkreuz. Nella seconda metà del XIX secolo il comune si ingrandì, andando a includere anche i vicini comuni catastali di Dobraule (o Dobrauglia, in sloveno Dobravlje o Dobraulje) e di Sabla (Velike Žablje, in tedesco Große Sablie), quest'ultimo tuttavia riotterrà la propria autonomia nel primo decennio del XX secolo. Dal punto di vista amministrativo il comune di Santa Croce venne inquadrato nel distretto giudiziario di Aidussina e in quello politico di Gorizia.
Nel 1920, in seguito alla prima guerra mondiale e al Trattato di Rapallo, Santa Croce come il resto della regione fu annessa al Regno d’Italia e nel 1922 venne congiunta alla Provincia di Gorizia, mantenendo la medesima circoscrizione territoriale che in epoca asburgica. In seguito all'abolizione della provincia nel 1923, passò al Circondario di Gorizia della Provincia del Friuli e nello stesso anno venne rinominata in Santa Croce di Aidùssina. Nel 1927 passò alla ricostituita Provincia di Gorizia. Nel 1928 aggregò i soppressi comuni di Sable grande e Scrilla. A questa data dunque il comune comprendeva le frazioni di: 
- Santa Croce di Aidussina, con i centri di Strada, Sable piccolo (Male Žablje), Placce/Place (Plače), Dobraule/Dobraule di Santa Croce/Dobraulie (Dobravlje), Villaggio Grande/Villa Grande (Velika Vas), Picci/Pichizi (Pikci), Caprara/Cosiapara (Kozia Para), Colle/Cribi (Hrib) e Gobrazzi/Crobaci (Hrobači);
- Sable Grande/Veliche Zablie (Velike Žablje);
- Scrilla/Scrilie (Skrilje), con il centro di San Tommaso/San Tommaso di Santa Croce (Sveti Tomaž).[12][25][26]

Fu soggetto alla Zona d'operazioni del Litorale adriatico (OZAK) tra il settembre 1943 e il maggio 1945 e dal giugno 1945 passò sotto il controllo militare jugoslavo.
Nel 1947, in seguito ai Trattati di Parigi, passò anche formalmente alla Jugoslavia, divenendo nel secondo dopoguerra parte del comune di Aidussina. Dal 1991 fa parte della Slovenia.

## Monumenti e luoghi d'interesse
Il castello è posto sulla sommità del colle ove sorge la località, ricostruito nel quattrocento dai Torriani, feudatari del borgo. Nei suoi pressi vi è un convento di Cappuccini la cui chiesa (dedicata a San Francesco d'Assisi) fu consacrata nel 1643. La parrocchiale del paese, dedicata alla Santa Croce, è un edificio tardo gotico al cui interno spicca la cappella dedicata anch'essa alla Santa Croce (Sveti Križ) costruita nel 1682.